# Beach Spikers
Beach Spikers é um videojogo de Voleibol de praia lançado nas arcades japonesas em 2001, foi posteriormente lançado para Game Cube, foi produzido pela AM2 e editado pela Sega.